# 急性双表型白血病
急性双表型白血病（Acute biphenotypic leukaemia），是一类病发于淋巴和骨髓的白血病。
它是未定型类白血病的一个子类。